# 一號哈里斯堡鎮區 (北卡羅萊納州卡貝勒斯縣)
一號哈里斯堡（英語：Township 1, Harrisburg）是位於美國北卡羅萊納州卡貝勒斯縣的一個鎮區。

## 地方資料
一號哈里斯堡的面積為113.44平方千米，皆為陸地。根據2020年美國人口普查的數據，當地共有人口35284人，而人口密度為每平方千米311.04人。